# Militarismo económico
El militarismo económico es la ideología que rodea el uso del gasto militar para sostener una economía, o el uso del poder militar para obtener control o acceso al territorio u otros recursos económicos.

## Historia
El primer uso importante data de 1939 con Germany Rampant: A Study in Economic Militarism por Ernest Hambloch, un diplomático británico de larga data. Alemania desenfrenada "rastrea la filosofía del nazismo hasta las figuras mitológicas alemanas de la antigüedad".
Desde este libro el término ha sido utilizado en relación con los antiguos aztecas, y con movimientos militaristas en una variedad de culturas, y se aplica a los aspectos ideológicos y culturales de un estado, sociedad o grupo que sostienen el impulso de la hegemonía o imperio. Por ejemplo, Joseph Kenney aplica el término a los almorávides.
En 2003, Clyde Prestowitz, del Instituto de Estrategia Económica, publicó un libro que contiene su análisis de lo que él llamó militarismo económico en la política exterior estadounidense, que fue revisado en la revista The Economist.